# ۱۳ شمالی
سیزده شمالی نام مسابقه‌ای به کارگردانی علیرضا امینی و تهیه‌کنندگی رضا چاپلقی است.

## بازیگران
- حمید گودرزی
- کامبیز دیرباز
- امیرحسین آرمان
- هادی کاظمی
- محمدرضا هدایتی
- سحر قریشی
- سمانه پاکدل
- بهاره افشاری
- لیلا اوتادی
- سارا منجزی